# Orbilia pellucida
Orbilia pellucida är en svampart som beskrevs av Velen. 1934. Orbilia pellucida ingår i släktet Orbilia och familjen vaxskålar.   Inga underarter finns listade i Catalogue of Life.